# Balanserad saltlösning
Balanserad saltlösning (BSS) är en vätska med en fysiologiskt balanserad pH och salthalt. Vanligast innehåller lösningen natrium, kalium, kalcium, magnesium och klorid. Balanserad saltlösning används för att skölja vävnader eller som tillfällig ersättning för kroppsvätska.
Det vanligaste användningsområdet är inom ögonkirurgi för grå starr.
Saltlösningen kan också användas i kombination med andra medel.